# Bertonico
Bertonico (Bertùnoch o Bertünegh in dialetto lodigiano) è un comune italiano di 1 072 abitanti della provincia di Lodi in Lombardia.

## Storia
In epoca romana da Bertonico passava la diramazione secondaria della via Mediolanum-Placentia che si staccava da Laus Pompeia (Lodi Vecchio) e che raggiungeva Cremona.
Bertonico appartenne al vescovo di Lodi (XI secolo) e, grazie al diploma concesso dall'imperatore Federico Barbarossa del 1159, al monastero di San Pietro in Ciel d'Oro, finché Bernabò Visconti la concesse nel 1359 agli ospedali del Brolo e di Santa Caterina di Milano. Nel 1458 passò all'Ospedale Maggiore di Milano, per poi subire le comuni sorti lombarde dalla fine del Settecento in poi. In età napoleonica (1809-16) al comune di Bertonico fu aggregata Vinzasca, ridivenuta autonoma con la costituzione del Regno Lombardo-Veneto.

### Simboli
Lo stemma e il gonfalone sono stati concessi con D.P.R. del 3 gennaio 1989.
Stemma
Gonfalone

## Monumenti e luoghi d'interesse
Chiesa parrocchiale di San ClementeEdificata nella metà del Cinquecento su disegno dell'architetto Giovanni Battista Lonate da Birago; all'interno conserva un dipinto di Giovan Battista Trotti detto Malosso.
Palazzo agenzialeEretto nel Settecento dall'Ospedale maggiore di Milano per l'amministrazione del feudo di Bertonico.
Cappella di San RoccoPiccolo edificio cinquecentesco posto ai margini del paese, conserva all'interno affreschi di gusto popolare.
Oratorio di Sant'AntonioSito in località Colombina, risale alla metà del Seicento.

## Società

### Evoluzione demografica
Abitanti censiti

### Etnie e minoranze straniere
Al 31 dicembre 2008 gli stranieri residenti nel comune di Bertonico in totale sono 148, pari al 12,80% della popolazione. Tra le nazionalità più rappresentate troviamo:
| Paese   | Popolazione (2008) |
| ------- | ------------------ |
| India   | 48                 |
| Romania | 30                 |
| Albania | 25                 |
| Serbia  | 13                 |
| Egitto  | 12                 |

## Cultura

### Istruzione
Bertonico è sede della Scuola dell'Infanzia "Antonella Mascheroni" e una Scuola Primaria intitolata alla poetessa "Alda Merini" (nell'Ottobre 2024), facenti parte dell'Istituto Comprensivo "Romeo Fusari" Castiglione d'Adda.

### Arte
Presso l'Arsenale dell'Ospedale Maggiore di Milano, è stata organizzata dal 1998 e fino al 2020 la rassegna artistica Naturarte, manifestazione iniziata per far conoscere il lavoro realizzato da Giuliano Mauri alle e poi proseguita con mostre d'arte legate ai temi della natura.

## Geografia antropica
Secondo l'ISTAT, il territorio comunale comprende il centro abitato di Bertonico e le località di Cascina Brusada, Cascina Ceradello-Colombina, Cascina Gora, Cascina Monticelli, Cascina Piva e Cascina Taccagna.

## Economia
L'attività prevalente è quella agricola, che conta la presenza di quasi una ventina di aziende, con produzione per lo più di cereali e foraggi.
Diffuso è l'allevamento, sia di bovini da carne e da latte, sia di suini.
La manodopera non impiegata in agricoltura gravita su Milano, Lodi e altri centri dell'hinterland, dato che non sono praticamente presenti industrie.
Dal 1970 fino al 1985 era presente una raffineria di petrolio della Gulf Oil Corporation in un'area al confine tra i comuni di Bertonico e Turano Lodigiano.
Negli ultimi anni l'attenzione dell'opinione pubblica è attirata su un progetto di insediamento di una centrale a turbogas per la produzione di energia elettrica nella zona dell'ex raffineria.
Le modalità con le quali l'impresa promotrice, Sorgenia, ha ottenuto un'autorizzazione di massima in sede governativa ha suscitato forti polemiche e l'avversione politica di molte Amministrazioni locali del lodigiano.
Nonostante le polemiche la centrale, la seconda nel Lodigiano dopo quella di Tavazzano-Montanaso, è entrata ufficialmente in funzione nel febbraio 2011.

## Amministrazione
Segue un elenco delle amministrazioni locali.
| Periodo | Periodo     | Primo cittadino      | Partito                               | Carica  | Note |
| ------- | ----------- | -------------------- | ------------------------------------- | ------- | ---- |
| 1946    | 1951        | Pierino Galleani     |                                       | Sindaco |      |
| 1951    | 1952        | Aurelio Artili       |                                       | Sindaco |      |
| 1952    | 1952        | Angelo Cremonesi     |                                       | Sindaco |      |
| 1952    | 1960        | Giuseppe Zanaboni    |                                       | Sindaco |      |
| 1960    | 1964        | Gian Battista Minoja |                                       | Sindaco |      |
| 1964    | 1995        | Angelo Tansini       |                                       | Sindaco |      |
| 1995    | 2004        | Luisangela Salamina  | Lista civica                          | Sindaco |      |
| 2004    | 2019        | Verusca Bonvini      | Progetto per Bertonico (lista civica) | Sindaco |      |
| 2019    | 2024        | Angelo Chiesa        | Insieme per Bertonico (lista civica)  | Sindaco |      |
| 2024    | "in carica" | Angelo Chiesa        | Vivere Bertonico (lista civica)       | Sindaco |      |